# Phaeoseptoria triticalina
Phaeoseptoria triticalina är en svampart som beskrevs av Punith. 1980. Phaeoseptoria triticalina ingår i släktet Phaeoseptoria och familjen Phaeosphaeriaceae.   Inga underarter finns listade i Catalogue of Life.